# Tényfeltáró gyilokpornó
A Tényfeltáró gyilokpornó (Informative Murder Porn) a South Park című amerikai animációs sorozat 239. része (a 17. évad 2. epizódja). Elsőként 2013. október 2-án sugározták az Egyesült Államokban. Magyarországon 2014. január 7-én mutatta be a magyar Comedy Central.
Az epizódban a gyerekek próbálják megakadályozni, hogy a szüleik "gyilokpornót" nézzenek, azaz ismeretterjesztő csatornákon sugárzott, megtörtént bűneseteket feldolgozó sorozatokat.

## Cselekmény
|  | Alább a cselekmény részletei következnek! |

Az iskolában Peter Mullen tart előadást a gyilokpornóról: olyan tévéműsorokról, amiket a szüleik néznek az Investigation Discoveryn és más hasonló csatornákon. Véleménye szerint a különféle gyilkosságokat szexszel fűszerezik, és ezzel teszik a felnőttek számára izgalmassá. Arra bátorítja a többieket, hogy kérdezzék meg a szüleiket, hogy nézik-e ezeket, és ha igen, akkor szerintük "mennyi idő kell ahhoz, hogy apu fehérneműbe öltözve bezúza anyu fejét egy téglával".Stan aznap este fel is fedezi, hogy a szülei, Randy és Sharon gyilokpornót néznek. Később felhívja őt Cartman, hogy azonnal jöjjön Aaron Hagen házához, mert az apja megölte az anyját. Stan pont akkor ér oda, amikor kihozzák a nő holttestét, a rendőrök pedig egy takarót dobnak Aaron fejére, hogy ezt ne lássa. Miközben az apját elviszik a rendőrök, ő folyamatosan az ártatlanságát hangoztatja azzal, hogy az elkövető egy fekete betörő volt.
Másnap a közösségi házban összegyűlnek a gyerekek, hogy megoldást találjanak. Kyle megmutatja nekik, hogy létezik egy telefonos alkalmazás, amivel leblokkolhatnak egyes tévéműsorokat. Olyan biztonsági jelszóval védik le, amit csak egy gyerek ismerhet: hogyan lehet lovat szelidíteni a Minecraftben? Randy felhívja a kábelszolgáltatót, és megtudja tőlük, hogy ők tettek rá szülőzárat. Stan nem hajlandó segíteni az apjának, aki ezért összevitatkozik vele, és a végén közli vele, hogy bárcsak Jaden Smith lenne a fia.
Randy és a többi szülő elmennek a kábeltársasághoz, hogy vegyék le a szülői zárat, de az ott dolgozók élvezik, ha kellemetlenséget okozhatnak az ügyfeleknek, és ilyenkor láthatóan úgy élvezkednek, hogy a mellbimbóikat izgatják. A szülők ezért elhatározzák, hogy egy Corey Lanskin nevű gyereknek fizetnek azért, hogy tanítsa meg őket Minecraftozni.
Másnap Jimmy elmondja Stannek és Kyle-nak, hogy egyes szülőknek sikerült feltörnie a zárat. Butters ráadásul sokkot kap, amikor megtudja, hogy az apja megölte az anyját a Minecraftban. Kyle ebből jön rá, hogy valaki tanítja a szülőket. Ha ez még nem lenne elég, a gyerekeket idegesíteni kezdi, hogy a gyilokpornó után már a Minecraftet is tönkreteszik, és ezért Kyle-t és az alkalmazást hibáztatják.
Másnap elmennek Coreyhoz és leleplezik. Meggyőzik, hogy a Minecraftnek negatív hatásai is vannak a szülőkre, ráadásul az egészet a gyilokpornó miatt csinálták. Corey elmondja nekik, hogy az egyetlen megoldás, ha meggyőzik valahogy a kábeltársaságot. Természetesen ők nem akarnak segíteni, ám amikor megtudják, hogy a csatornák letiltásával kellemetlenséget okozhatnak a szülőknek, azonnal élvezkedni kezdenek és kiveszik az általános csomagból azokat, áttéve egy olyanba, amihez a beltéri egységet kizárólag hajnali 2 és 3 között tudja átállítani a szerelő, és további 300 portugál csatornára is elő kell fizetniük.
Feldühödve azon, hogy nem nézhetik tovább, Randy és Sharon Minecraftozni kezdenek, és nagy élvezettel gyilkolják le benne egymást.

## Készítése
A tizenhetedik évad Blu-Ray kiadásának audiokommentárja szerint a gyilokpornó ötlete Trey Parkertől és Bill Hadertől származik. Parker és Hader korábbról is ismerték ezeket a műsorokat, mert a feleségeik pont ugyanúgy nézték azokat, mint ahogy a szülők az epizódban. Könnyen kifigurázhatónak találták őket, különösen azért, mert meglehetős pontatlansággal ábrázolták az elvileg megtörtént eseményeken alapuló történeteket. Az Investigation Discovery, az Oprah Winfrey Network és a Cinemax sugárzott ekkoriban hasonló tartalmakat.
Parker és Matt Stone a Minecraftot választották az epizód másik fő elemének, mert valami családbarátat szerettek volna szembeállítani a komoly gyilkosságokkal. Mivel ők ketten se értették egyáltalán ezt a játékot, ezért úgy gondolták, hihető lesz, ha a történetben a szülők sem. Felvették a kapcsolatot a Mojanggal, a játék fejlesztőivel, hogy engedélyt kérjenek, akik örömmel beleegyeztek, sőt merchandise terméketet is küldtek a stábnak.

## Fordítás
Ez a szócikk részben vagy egészben  az   Informative Murder Porn című angol Wikipédia-szócikk ezen változatának fordításán alapul.  Az eredeti cikk szerkesztőit annak laptörténete sorolja fel. Ez a jelzés csupán a megfogalmazás eredetét és a szerzői jogokat jelzi, nem szolgál a cikkben szereplő információk forrásmegjelöléseként.